# Pelegrina sandaracina
Pelegrina sandaracina är en spindelart som beskrevs av Maddison 1996. Pelegrina sandaracina ingår i släktet Pelegrina och familjen hoppspindlar. Inga underarter finns listade i Catalogue of Life.